# فدریکو دی مارکو
فدریکو دیمارکو (ایتالیایی: Federico Dimarco؛ زادهٔ ۱۰ نوامبر ۱۹۹۷) بازیکن فوتبال اهل ایتالیا است که در پست دفاع چپ برای باشگاه اینتر میلان در سری آ ایتالیا و تیم ملی ایتالیا بازی می‌کند.

## افتخارات

### باشگاهی
اینتر میلان
- سری آ(۱): ۲۴–۲۰۲۳
- جام حذفی فوتبال ایتالیا(۲): ۲۲–۲۰۲۱، ۲۳–۲۰۲۲
- سوپر جام فوتبال ایتالیا(۳): ۲۰۲۱، ۲۰۲۲، ۲۰۲۳
- لیگ قهرمانان اروپا: ۲۳–۲۰۲۲، ۲۵–۲۰۲۴ (نایب‌قهرمان)

### ملی
ایتالیا
- لیگ ملت‌های اروپا: ۲۱–۲۰۲۰، ۲۱–۲۰۲۰ (سوم)

### شخصی
- منتخب فصل لیگ قهرمانان اروپا(۱): ۲۳–۲۰۲۲
- تیم منتخب فصل سری آ(۲): ۲۴–۲۰۲۳، ۲۵–۲۰۲۴
- تیم منتخب سال سری آ(۱): ۲۴–۲۰۲۳

## آمار ملی

### بازی‌های ملی
تا تاریخ ۵ مه ۲۰۲۵
| ایتالیا | ایتالیا | ایتالیا | ایتالیا |
| سال     | بازی    | گل      |         |
| ------- | ------- | ------- | ------- |
| ۲۰۲۲    | ۸       | ۱       |         |
| ۲۰۲۳    | ۸       | ۱       |         |
| ۲۰۲۴    | ۱۲      | ۱       |         |
| ۲۰۲۴    | ۲       | ۰       |         |
| مجموع   | ۳۰      | ۳       |         |

### گل‌های ملی
| شماره | تاریخ           | میزبان  | بازی ملی | حریف     | نتیجه | رقابت                    |
| ----- | --------------- | ------- | -------- | -------- | ----- | ------------------------ |
| ۱     | ۲۶ سپتامبر ۲۰۲۲ | بوداپست | ۶        | مجارستان | ۲–۰   | لیگ ملت‌های اروپا ۲۳–۲۰۲۲ |
| ۲     | ۱۸ ژوئن ۲۰۲۳    | انسخده  | ۱۰       | هلند     | ۳–۲   | لیگ ملت‌های اروپا ۲۳–۲۰۲۲ |
| ۳     | ۶ سپتامبر ۲۰۲۴  | پاریس   | ۲۳       | فرانسه   | ۳–۱   | لیگ ملت‌های اروپا ۲۵–۲۰۲۴ |

## عملکرد ملی
فدریکو دی مارکو در تیم های ملی زیر ۱۵ سال ایتالیا ، زیر ۱۶ سال ایتالیا ، زیر ۱۷ سال ایتالیا ، زیر ۱۸ سال ایتالیا ، زیر ۱۹ سال ایتالیا ، زیر ۲۰ سال ایتالیا ، زیر ۲۱ سال ایتالیا بازی کرده است.
او اولین بار برای شرکت در لیگ ملت‌های اروپا ۲۱–۲۰۲۰ به اردوی تیم ملی فوتبال ایتالیا دعوت شد.